# Három-szurdok-vízerőmű

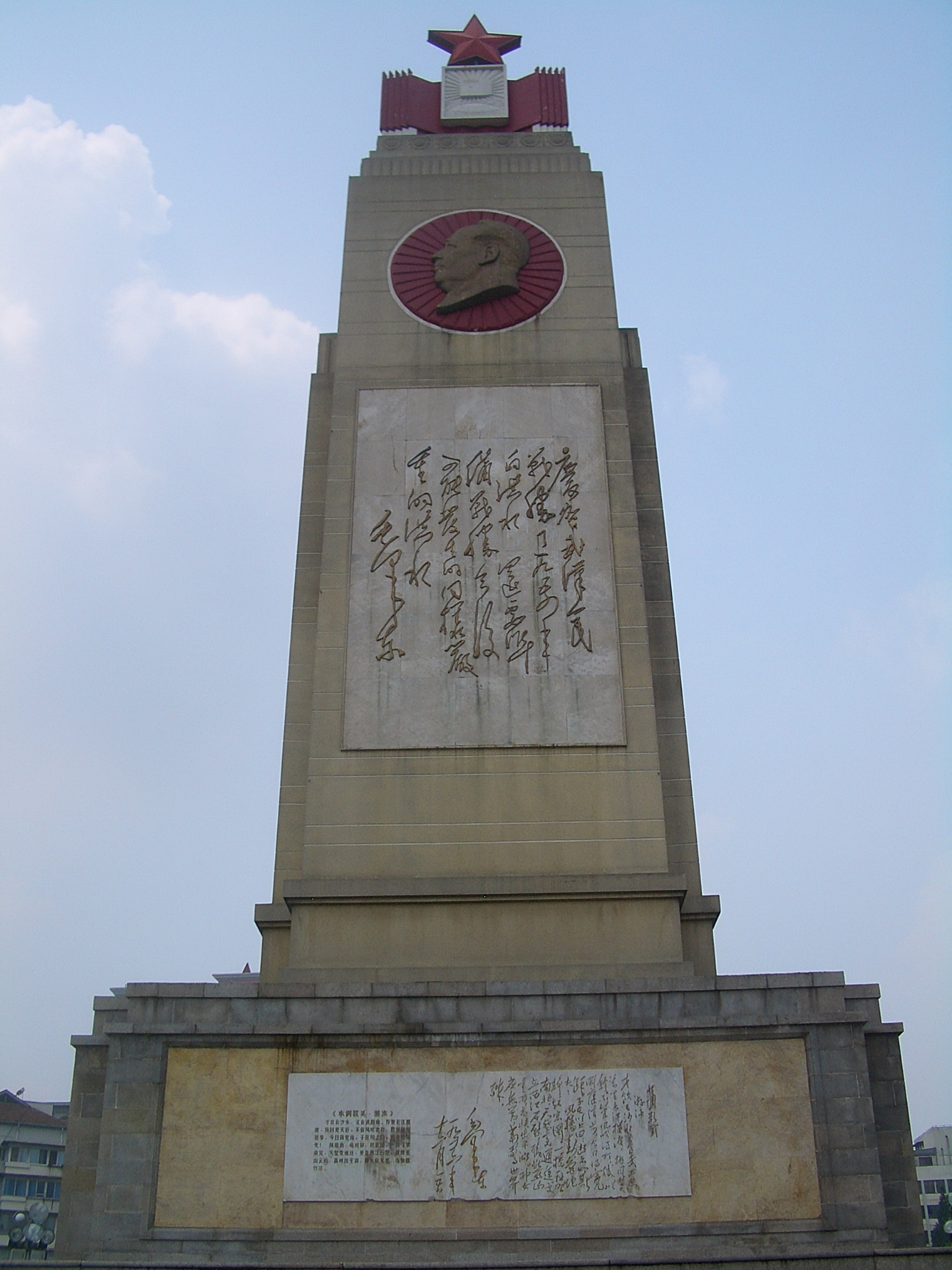
Mao Ce-tung (Mao Zedong) Úszás című költeménye kőbe vésve a Jangce 1954-es áradásának emlékére állított emlékművön. A költeményben a folyó felső szakaszán emelt „kőfalak” képét idézi fel.

A Három-szurdok-gát Kína Hupej (Hubei) tartományában, a Jangce folyón épített vízerőmű. Beépített teljesítményét tekintve (21 000 MW) a világ legnagyobb erőműve. Éves energiatermelése átlagosan 95±20 TWh (terawattóra), ezzel második az Itaipu-vízerőmű után.
2020-ban a szokottnál is intenzívebb monszun-esőzések után az erőmű éves teljesítménye csaknem elérte a 112 TWh-t, megdöntve ezzel az Itaipu erőmű ~103 terawattórás, 2016-ban felállított rekordját.
A gát szerkezete 2006-ra készült el. Az eredeti tervek szerinti megaprojektet 2008. október 30-án adták át, amikor a 26. turbina is megkezdte működését. Az egyes turbinák teljesítménye 700 MW. A föld alatti erőmű utolsó két turbinája 2012. július 4-én vált üzemképessé. Az erőmű 32 fő turbinája és az erőmű saját energiaellátását biztosító két kisebb, 50 MW-os turbina összesített teljesítménye eléri a 22 500 MW-ot. A projekt utolsó nagy eleme, a hajókat átemelő műtárgy, 2015-ben készült el.
Az elektromos energia termelése mellett a gát a Jangce felső szakaszának hajózhatóbbá válását és a tározókapacitás révén a gát alatti folyószakasz árvízvédelmét szolgálja. A nagy méretű, korszerű turbinák és az üvegházhatású gázok kibocsátásának csökkentése irányába tett nagy lépés miatt a kínai kormány történelmi léptékű mérnöki, társadalmi és gazdasági sikerként tekint a projektre. Ugyanakkor a gát megépítésével régészeti emlékek és ősi kulturális helyszínek kerültek víz alá, mintegy 1,3 millió embernek kellett a lakóhelyét elhagynia, és jelentős ökológiai változások mennek végbe, többek közt megnőtt a földcsuszamlások veszélye. A gát ügye mind Kínában, mind Kínán kívül sokat vitatott téma volt.

## Története
A Jangcén építendő hatalmas gát tervét eredetileg Szun Jat-szen (Sun Yat-sen) vázolta fel The International Development of China (Kína nemzetközi fejlődése) című, 1919-ben megjelent művében. Kifejtette, hogy a Három-szurdok alatti folyószakaszon lehetőség van egy 30 millió lóerő (22 GW) teljesítményű erőmű megépítésére. A Csang Kaj-sek (Chiang Kai-shek) által vezetett kormány már 1932-ben megkezdte az előzetes megvalósíthatósági tanulmányok elkészítését. 1939-ben, a második kínai–japán háború során a japán erők elfoglalták Jicsang (Yichang)ot és feltérképezték a területet. A japán győzelem reményében a gát megépítésére megalkották az Otani-tervet.
1944-ben az egyesült államokbeli Bureau of Reclamation főtervezője, John L. Savage felmérte a területet, és Yangtze River Project néven megfogalmazta a gát megépítésére vonatkozó javaslatait. Mintegy 54 kínai mérnök utazott az Egyesült Államokba szakmai tréningre. Az eredeti tervek szerint a hajók mozgatása egyedi módszerrel történt volna; a hajók a gát alsó illetve felső részén építendő zsilipekbe úsztak volna be, innen kábelek segítségével daruk mozgatták volna a hajókat a következő zsilipbe. A hatékonyság növelése érdekében kisebb vízi járművek esetében egyszerre több hajó átemelése történt volna meg. Nem ismeretes, hogy ez a megoldás víztakarékosság miatt jött-e szóba, vagy mivel a mérnökök úgy vélték, hogy a vízszintkülönbség túlságosan nagy más módszerekhez. Bizonyos feltárási, felmérési munkákat és gazdaságossági számításokat elvégeztek, de a kormány a kínai polgárháború idején, 1947-ben leállította a munkálatokat.
A kommunisták 1949-es győzelmét követően Mao Ce-tung (Mao Zedong) támogatta a projektet, de előbb a Kocsoupa (Gezhouba)-gát megépítését kezdte el; később gazdasági problémák, a nagy ugrás és a kulturális forradalom késleltették a projekt indulását. A Jangce 1954-es áradását követően, 1956-ban Mao Ce-tung (Mao Zedong) megírta Úszás című versét, amelyhez egy a Jangcén keresztülhúzódó gát adta neki az ihletet. 1958-ban, a „virágozzék száz virág!” kampány után több, a projekt ellen hangját emelő mérnököt bebörtönöztek.
Az 1980-as években ismét felmerült a gát megépítésének gondolata. Az Országos Népi Gyűlés 1992-ben hagyta jóvá a gát megépítését: a 2633 küldöttből 1767 szavazott a gát megépítése mellett, 177 ellene, 664 tartózkodott, 25 nem szavazott. Az építkezés 1994 decemberében kezdődött. Az eredeti tervek szerint a gát 2009-re készült volna el, de további projektek, például a hat további generátorral felszerelt föld alatti erőmű megépítése végül 2012. július 4-én fejeződött be. A hajóátemelő berendezés üzembe helyezése 2015-ben történt meg. A gát 2008 végére emelte meg a vízszintet a tengerszint feletti 172,5 m magasságra, majd 2010 októberére a maximális 175 m-re.

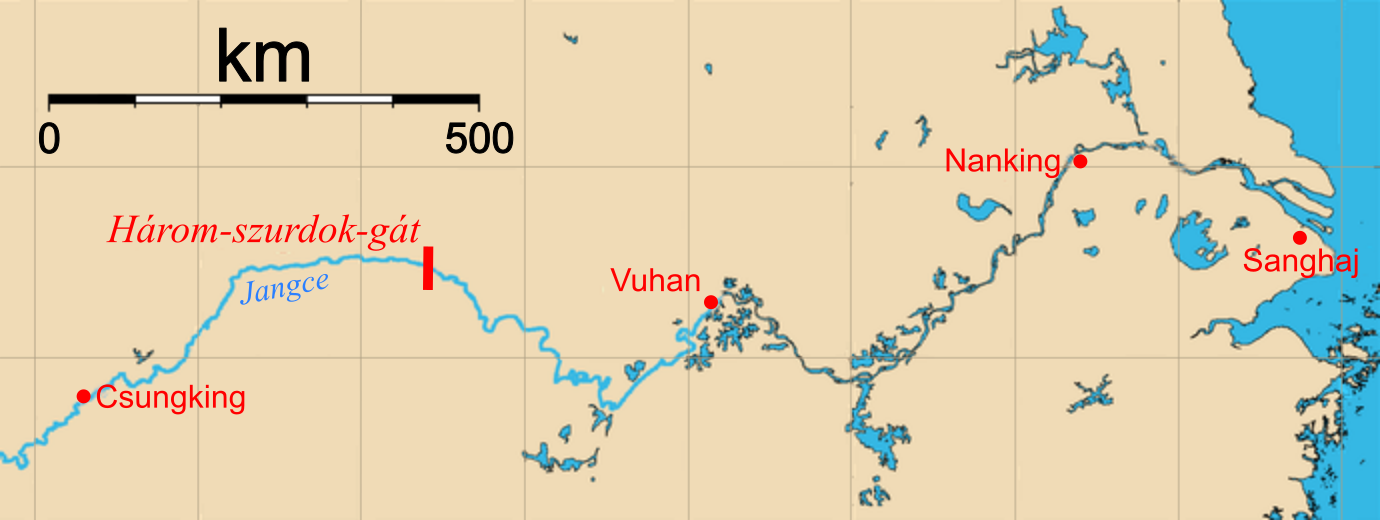
A Három-szurdok-gát elhelyezkedése a Jangce folyón

## A gát anyaga és méretei
A betonból és acélból épült gát 2335 méter hosszú, a gát felső szintje a tengerszint felett 185 méterrel fekszik. Az építkezéshez 27,2 millió m3 betont használtak fel, amelynek nagy része a gát falába került. A betonba 463 000 tonna acélt szereltek (ami 63 Eiffel-toronyhoz lenne elegendő), és az építők körülbelül 102,6 millió m3 földet mozgattak meg. A gát betonfala 181 méterrel magasodik a sziklaalap fölé.
Maximális vízszint esetén, 175 m-rel a tengerszint és 110 m-rel az alvízcsatorna vízszintje felett, a gát feletti víztározó 6,6 km hosszúságú és 1,12 km szélességű. Víztartalma 39,3 km3, területe 1045 km2. Elkészültekor a víztározó 632 km2 területet öntött el.

## Gazdasági szempontok
A kormány számításai szerint a Három-szurdok-vízerőmű teljes bekerülési költsége elérte a 180 milliárd jüant (Sablon:Szém USA dollár). 2008 végére a kiadások elérték a 148 milliárd jüan (yuan)t, ebből 64 milliárd jüan (yuan)t fordítottak az építkezésre, 68 milliárd jüan (yuan)t az érintett lakosság áttelepítésére, és 15 milliárd jüan (yuan) volt a pénzügyi szolgáltatások költsége. Az előzetes becslések szerint az építési költségek 1000 TWh elektromos energia termelésével térülnek meg, ez Sablon:Szém jüan (yuan)t jelent. A teljes megtérülés az erőmű teljes üzembe állása után tíz évvel volt várható.
A finanszírozás több forrásból származik: ilyen a Three Gorges Dam Construction Fund, a Kocsoupa (Gezhouba)-gát üzemeltetéséből származó haszon, a Kínai Fejlesztési Bank által nyújtott hitel, hazai és külföldi kereskedelmi bankoktól kapott hitelek, kötvénykibocsátás, továbbá az erőmű üzembe állása utáni bevételek. További forrásokat jelent az egyes tartományoktól származó díj: azok a tartományok, amelyek villamos energiát kapnak a Három-szurdok-gáttól, 7 jüan (yuan) felárat fizetnek megawattóránként, más tartományok 4 jüan (yuan)t, de Tibetnek nem kell felárat fizetnie.

## Energiatermelés és -elosztás

### Termelőkapacitás

Kína elektromosenergia-termelésének megoszlása. Összehasonlításul: a teljesen felépített Három-szurdok-gát évi energiát fog előállítani
fosszilis
víz
nukleáris

Az erőmű üzemeltetését az állami tulajdonú China Three Gorges Corporation leányvállalata, a China Yangtze Power végzi. Huszonkilenc 700 MW-os turbinájával és 20 300 MW beépített teljesítményével a Három-szurdok-gát a világ legnagyobb kapacitású vízerőműve. Teljes kiépítése után 32 generátor üzemel benne: 30 fő generátor, amelyek egyenként 700 MW-osak, és kettő, magát az erőművet ellátó 50 MW-os generátor, összesen 22 500 MW teljesítménnyel. A 32 generátor közül 14 az erőmű északi oldalán, 12 a déli oldalán helyezkedik el, a további hat pedig a gáttól délre fekvő hegy gyomrában föld alatti erőműként üzemel. A várt éves elektromos energiatermelés meghaladta a 100 TWh-t.

### Generátorok
A fő generátorok egyenként 6000 tonnásak, és 700 MW teljesítmény leadására képesek. A generátorok nyomómagassága 80,6 méter. Az áramlási térfogatáram a magasságtól függően 600–950 m3/s között változik. Minél nagyobb a nyomómagasság, annál kevesebb víz szükséges a teljes teljesítmény eléréséhez. A Három-szurdok-gát erőművébe Francis-turbinákat építettek. A turbina átmérője 9,7/10,4 m (VGS-változat/Alstom-változat), fordulatszáma 75 1/min. Névleges teljesítménye 778 MVA, maximális teljesítménye 840 MVA, teljesítménytényezője 0,9. A generátor 20 kV feszültség mellett állít elő elektromos energiát. A generátor állórészének külső átmérője 21,4/20,9 m, a belső átmérő 18,5/18,8 m. Az állórész – a maga nemében a legnagyobb a világon – 3,3 m magas. A csapágyterhelés 5050/5500 tonna. Az átlagos hatásfok meghaladja a 94%-ot, de elérheti a 96,5%-ot is.

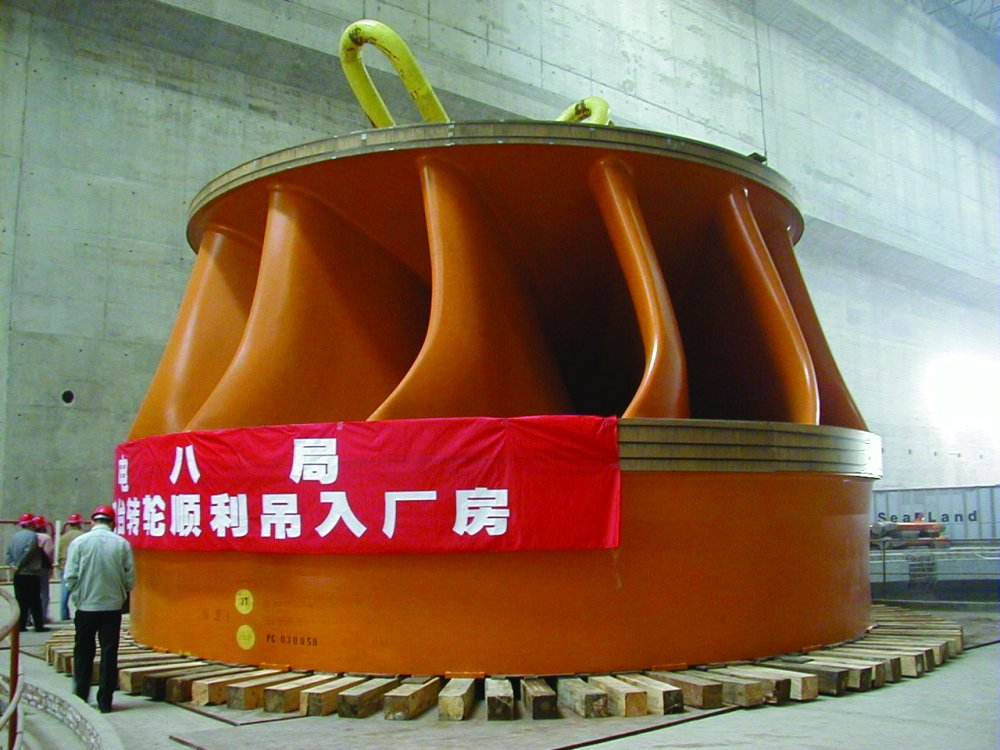
A Három-szurdok-gát Francis-turbinája

A generátorokat két közös vállalkozás gyártotta. Egyikük az Alstom, az ABB Group, a Kvaerner és a kínai Haerbin Motor konzorciuma. A másikat a Voith, a General Electric, a Siemens (rövidítve VGS) és a kínai Oriental Motor alkotta. A szerződés tartalmazta a technológia átadását is. A generátorok többsége vízhűtésű. Néhány újabban beépített darab léghűtésű, ezek szerkezete és így gyártása egyszerűbb, karbantartásuk könnyebb.

### A generátorok telepítése
Az északi oldal 14 generátora már egy ideje üzemben van. Az első (a 2. számú) 2003. július 10-én indult el. Az északi oldal 2005. szeptember 7-én állt teljes üzembe a 9. számú generátor elindításával. A maximális teljesítményt (9800 MW) azonban csak 2006. október 18-án érték el, amikor a vízszint elérte a 156 métert.
A déli oldal 12 generátora szintén üzemben van. A 22. számú 2007. június 11-én kezdte működését, a 15. pedig 2008. október 30-án. A hatodik (17. számú) 2007. december 18-án indult el, az erőmű kapacitását 14,1 GW-ra emelve, és túlszárnyalva ezzel az Itaipu 14,0 GW-os teljesítményét. Ezzel a Három-szurdok-gát a világ legnagyobb teljesítményű vízerőművévé vált.
A föld alatti erőműben 2011 áprilisában kezdődött az utolsó hat generátor tesztüzeme, és év végére az első négy már üzembe is állt. A maradék kettő hálózatba kapcsolását 2012 májusára várták, de végül 2012. július 4-én fejeződött be az üzembe helyezésük, így az erőmű elérte a maximális kapacitását.

### Mérföldkövek

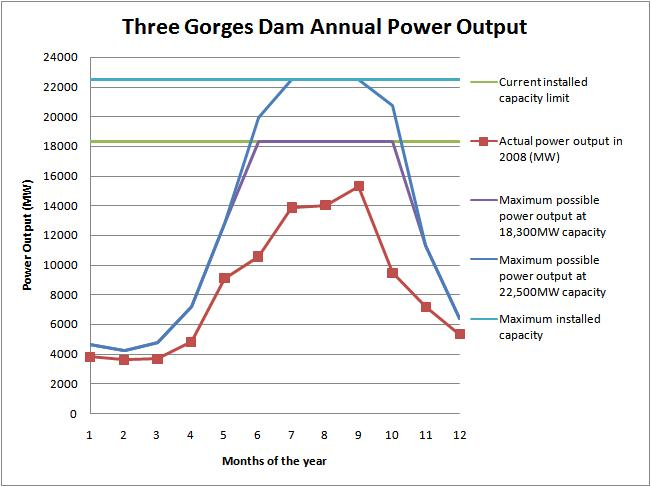
A Három-szurdok-gát éves teljesítménye

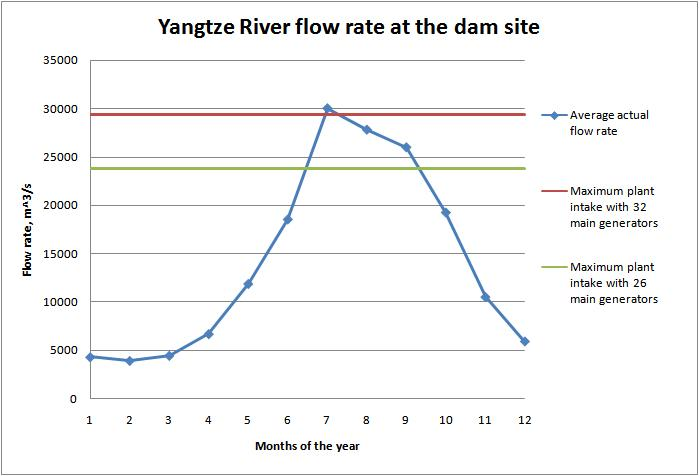
A Jangce vízmennyisége és az erőmű vízfelvétele

2011. augusztus 16-ig az erőmű energiatermelése elérte az 500 TWh elektromos energiát. 2008. július hónapban 10,3 TWh-nyi villamos energiával először haladta meg az energiatermelés a 10 TWh-t. 2009. június 30-án, miután a folyó által szállított vízmennyiség meghaladta a másodpercenkénti 24 000 m³-t és mind a 28 generátort beindították, csak 16 100 MW teljesítményt állítottak elő, mivel az áradásos időszakban a nyomómagasság nem elegendő. A 2009 augusztusi áradás során az erőmű rövid időre elérte maximális teljesítményét.
A novembertől májusig tartó száraz időszak alatt az villamosenergia kapacitását a folyó vízmennyisége határozza meg. Amikor elegendő vízmennyiség áll rendelkezésre, akkor a kapacitást a generátorok névleges teljesítménye korlátozza. 2008-tól mérik a hálózatba ténylegesen termelt áramot, és ez alapján határozzák meg az erőmű teljesítményét.
A Három-szurdok-gátnál 2010. október 26-án érte el először tervezett 175 méteres maximális vízszintet, és ebben az évben érték el a tervezett éves 84,7 TWh-s kapacitást.
| Év     | Telepített egységek | TWh    |        |
| ------ | ------------------- | ------ | ------ |
| 2003   | 6                   | 8 607  |        |
| 2004   | 11                  | 39 155 |        |
| 2005   | 14                  | 49 090 |        |
| 2006   | 14                  | 49 250 |        |
| 2007   | 21                  | 61 600 |        |
| 2008   | 26                  | 80 812 | [ 50 ] |
| 2009   | 26                  | 79 470 | [ 51 ] |
| 2010   | 26                  | 84 370 | [ 52 ] |
| 2011   | 29                  | 78 290 | [ 53 ] |
| Összes | 29(32)              | 53 064 |        |

### Energiaelosztás
2008. július 2-ig a State Grid Corporation of China és a China Southern Power Grid 250 ¥ átalányösszeget fizetett megawattóránként. Azóta az ár tartományonként változó, MWh-nként 228,7–401,8 ¥. A többet fizető ügyfeleknek elsőbbségük van, ilyen ügyfél például Sanghaj (Shanghai) városa. Az erőmű kilenc tartományt és két várost lát el energiával.
Az energiaelosztási és -átviteli infrastruktúra költsége körülbelül 34,387 milliárd jüan volt. Ennek kiépítését egy évvel a tervezett előtt, 2007 decemberében fejezték be.
Az energiaelosztás 500 kilovoltos hálózaton történik. A kelet-kínai hálózatba három egyenáramú távvezetéken szállítanak áramot (Három-szurdok – Sanghaj (Shanghai) (3000 MW), HVDC Három-szurdok – Csangcsou (3000 MW), HVDC Kocsoupa (Gezhouba) – Sanghaj (Shanghai) (1200 MW) ), ezek összteljesítménye 7200 MW. A közép-kínai hálózat felé szállító váltakozó áramú távvezetékek kapacitása 12 000 MW. A dél-kínai hálózat felé a HVDC Három-szurdok – Kuangtung (Guangdong) egyenáramú hálózat kapacitása 3000 MW.
Az eredeti tervek szerint az erőmű fedezte volna Kína energiafelhasználásának 10%-át. Időközben azonban az energiaigény a tervezettnél jobban növekedett, így az erőmű még teljes kapacitásával is csak a 2006-os igény mintegy 3%-át tudja fedezni.

## Környezeti hatások

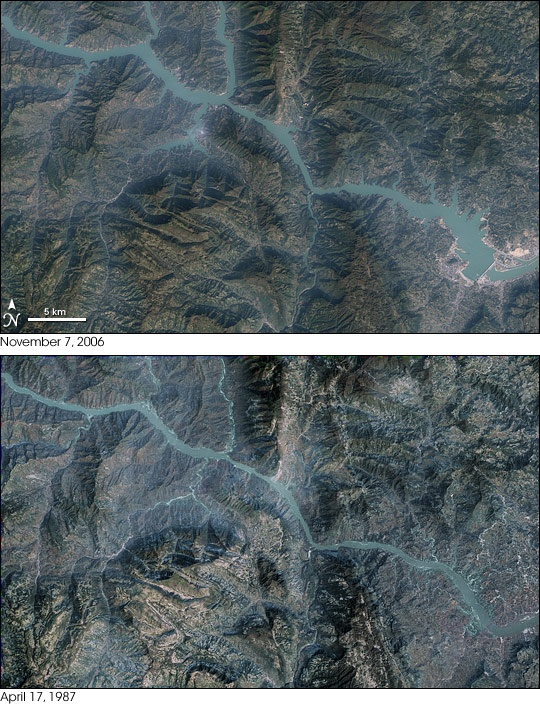
A Három-szurdok-gát víztározója által elárasztott területek műholdas képen; felső kép: 2006. november 7., alsó kép: 1987. április 17.

### Kibocsátáscsökkenés
A Kínai Nemzeti Fejlesztési és Reformtanács számításai szerint 2006-ban 1 kWh elektromos energia előállításához 366 gramm szén elégetésére volt szükség. Teljes kapacitás melletti üzemelés esetén a Három-szurdok-gát erőműve évi 31 millió tonnával csökkenti a szénfelhasználást, így 100 millió tonnával kevesebb üvegházhatású gáz, több millió tonnával kevesebb por, egymillió tonnával kevesebb kén-dioxid, 370 000 tonnával kevesebb nitrogén-monoxid, 10 000 tonnával kevesebb szén-monoxid, továbbá jelentősen kevesebb higany kerül a légkörbe.
2003-tól 2007-ig az erőmű energiatermelése megfelelt 84 millió tonna szénegyenértéknek, így a szén-dioxid kibocsátás 190 millió tonnával, a kén-dioxid kibocsátás 2,29 millió tonnával, a nitrogénoxidok kibocsátása 980 000 tonnával volt kevesebb.
A gát hatszorosára növelte a Jangce hajózási kapacitását, ez újabb 630 000 tonna szén-dioxid-kibocsátás csökkenést eredményezett. 2004-től 2007-ig 198 millió tonna áru haladt át a hajózsilipeken. A közúti szállítással összehasonlítva a vízi teherszállítás tíz millió tonnával csökkentette a szén-dioxid-kibocsátást és 25%-kal csökkentette a költségeket.

### Erózió és üledékesedés
A gát megépítésével két jól körülhatárolható kockázat merült fel. Az egyik az üledékesedés, aminek felmért hatásaiban nincs egyetértés, a másik pedig az, hogy az erőmű törésvonalon épült. Jelenleg a környék területének 80%-án tapasztalható erózió, ez évi 40 millió tonna üledéknek a Jangcéba kerülését jelenti. Mivel a gát felett kisebb a folyó sebessége, ennek az üledéknek a többsége a gát felső szakaszán ülepedik le, míg az alsó szakaszra kevesebb üledék jut.
Az üledék hiánya az alsó szakaszon a következő három hatással jár:
- Egyes hidrológusok várakozása szerint a folyó alsó szakasza érzékenyebb lesz az áradásokra.[65]
- A több mint 1600 km-re fekvő Sanghaj városa szilárd üledékes síkságon terül el. Az érkező üledék – már amíg érkezik – megerősíti a folyóágyat, amin Sanghaj épült. Minél kevesebb üledék érkezik, annál érzékenyebb lesz a város az áradásokra.[66]
- A bentonitos zónában felhalmozódó üledék biológiai károkat okoz és csökkenti a vízi biodiverzitást.[67]

### Földrengések és földcsuszamlások
A földrengések által kiváltott legnagyobb talajgyorsulás a víztározóban lévő víz hatalmas tömegével párosulva képes lehet a gát tározóoldali felületének a károsítására. A tározóban az emelkedő vízszint által kiváltott erózió gyakori földcsuszamlásokat okoz, amely már eddig is többször okozta a vízfelszín észrevehető lengését. Ilyen volt a 2009 májusi két eset is, amikor a becslések szerint 20 000–50 000 m³ föld csúszott az elárasztott Wu-folyó Wuxia-szurdokába. 2010 első négy hónapjában 97 jelentősebb földcsuszamlás történt.

### Szennyvíztisztítás

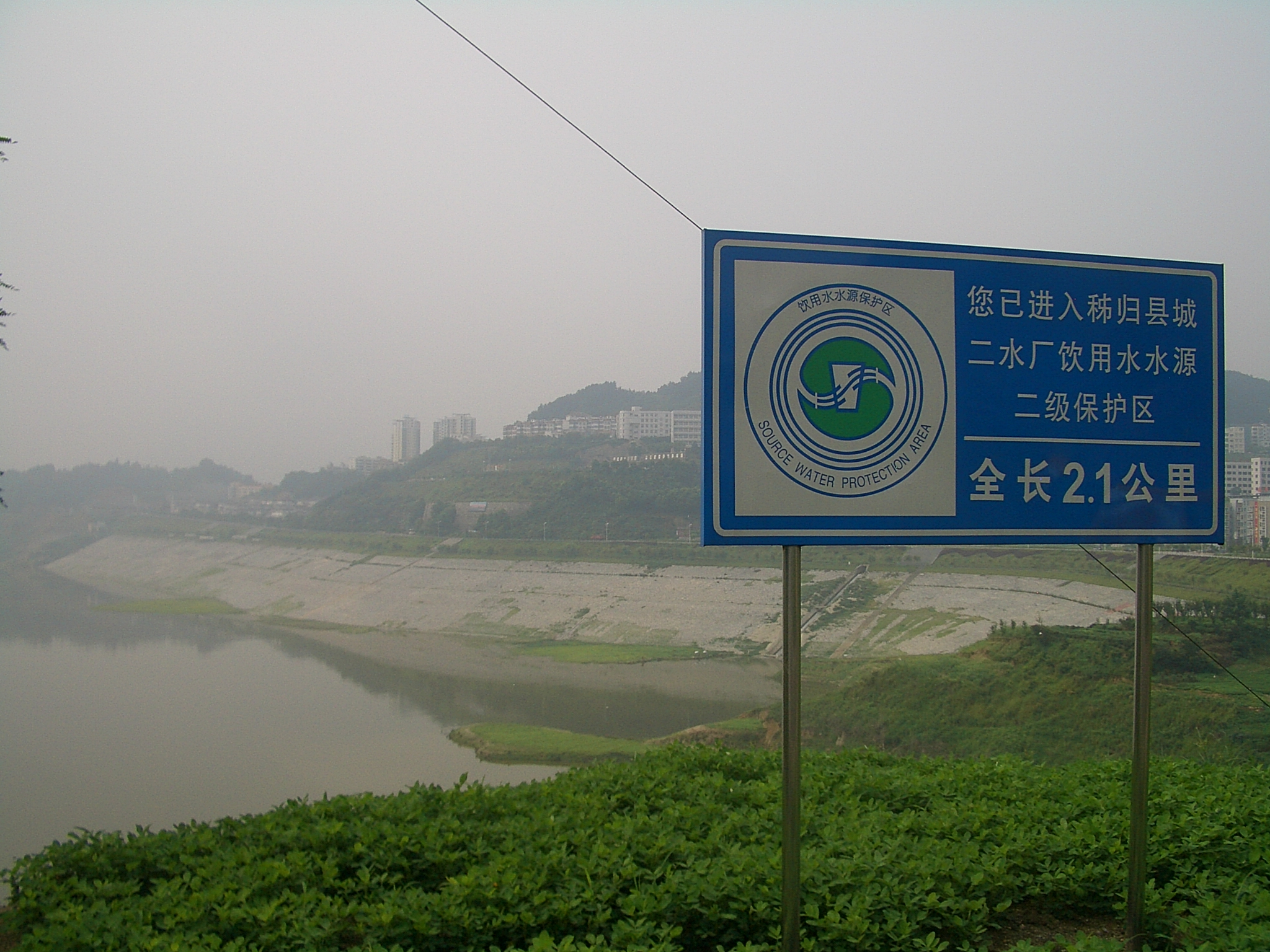
Vízvédelmi terület Maopingnál, a gát feletti folyószakaszon

A gát megépítése jelentős lökést adott a szennyvíztisztításnek a gát feletti folyószakaszon megmaradt egyetlen nagyváros, Csungking környékén. A Környezetvédelmi Minisztérium jelentése szerint 2007 áprilisában több mint új 50 telepen napi 1,84 millió köbméter vizet tisztítottak meg, a teljes igény 65%-át. 32 szemétlerakóban napi 7664,5 tonna szilárd hulladékot helyeztek el. Évente egymilliárd köbméter szennyvizet engednek a folyóba, amit a víztározó megépítése előtt a folyó elszállított volna. A gát megépítése után a víz pangó, szennyezett és zavaros maradt.

### Erdők
A Három-szurdok környékét mintegy 10%-ban borítják erdők, ez az érték 1950-ben 20% volt.
Az Élelmezésügyi és Mezőgazdasági Világszervezet kutatásai szerint az Ázsia–Csendes-óceáni régió erdővel borított területei 2008-ra 6000 km²-rel növekedtek. Ez jelentős pozitív fordulat az 1990-es évek évi 13 000 km²-es erdőterület-csökkenéséhez képest. A fordulat legfőbb oka Kína újraerdősítési erőfeszítése. Ezek különösen felgyorsultak a Jangce 1998-as áradásait követően, amelyek után a kínai kormány belátta, hogy növelni kell az erdős területeket, elsősorban a Jangce Három-szurdok-gát feletti szakaszán.

### Élővilág
Már az Országos Népi Gyűlés 1992-es határozata előtt felerősödtek az aggodalmak a gát élővilágra gyakorolt hatásáról. A környék hosszú ideje nevezetes volt biológiai sokszínűségéről, amely 238 növénycsalád és 1508 nemzetség 6388 növényfajának ad otthont. Ezek közül 57% veszélyeztetett. A ritka fajok közül sokat használnak a hagyományos kínai gyógyászat alapanyagaként. A Három-szurdok-gát körüli, korábban még erdővel borított terület az 1950-es 20%-ról 2002-re 10% alá zsugorodott, ez negatív hatást fejtett ki a környék összes növényfajára. A környék édesvízi halfajok és szárazföldi állatfajok százainak nyújt élőhelyet. Az édesvízi halakra különösen jelentős hatást gyakorol a gát a vízhőmérséklet és az áramlási jellemzők megváltozása miatt, számos hal a turbinákban sérül meg. A hatás különösen káros a környék ökoszisztémájára, mivel a Jangce medencéje 361 halfajnak ad otthont, és itt él Kína összes veszélyeztetett halfajának 27%-a.
A gát más vízi állatfajokat is veszélyeztet, ezek közül legfontosabb a pajcsi (baiji), a kínai folyamidelfin. Végeredményben a gát tehető felelőssé azért, hogy a pajcsi (baiji) gyakorlatilag kihalt. Bár már az építkezés megkezdésekor is veszélyeztetett státuszú volt, a gát megépítése tovább csökkentette élőhelyét, és növelte a hajóforgalmat. A még megmaradt 3000–4000 súlyosan veszélyeztetett hódaru (Grus leucogeranus) közül számos egyed telelőhelyét jelentik azok a vizes területek, amelyeket a Három-szurdok-gát megépítése tönkretesz. A gát negatív hatást gyakorol a jangcei tok (Acipenser dabryanus) állományára is.

## Áradások, mezőgazdaság és ipar
A gát fontos szerepet játszik a Jangce évszakos áradásainak szabályozásában. A folyó gát alatti szakasza mentén több millió ember él, a legjelentősebb városok Vuhan (Wuhan), Nanking (Nanjing) és Sanghaj (Shanghai) a folyó partján épültek. A folyó mentén nagy kiterjedésű mezőgazdasági területek fekszenek, és Kína legfontosabb ipari területei is itt találhatók.
A víztározó kapacitása 22 km³. Ez a tározókapacitás a tízévenként egyszer előforduló jelentős mértékű árvíz gyakoriságát százévenkéntire csökkenti. A gát még az úgynevezett „szuperáradás” hatásait is képes csökkenteni. 1954-ben a Jangce 193 000 km²-nyi területet öntött el, 33 169 ember halálát okozta és 18 884 000 embernek kellett elhagynia otthonát. A nyolcmilliós Vuhan városa több mint három hónapig feküdt víz alatt, és a Jingguang-vasút több mint 100 napig volt üzemen kívül. Az 1954-es áradásban 50 km³ víz folyt le a Jangcén.
Ugyanennek a folyószakasznak az 1998-as áradása több milliárd dollár kárt okozott, 2039 km² mezőgazdasági terület került víz alá, 2,3 millió embernek kellett otthonát ideiglenesen elhagynia, és 1526-an vesztették életüket.
2009 augusztusának elején öt év legnagyobb árvize vonult le a gáton keresztül. A gát másodpercenként 40 000 m³-re korlátozta a lefolyó víz mennyiségét, emiatt a gát feletti szakaszon az augusztus 1-jei 145,13 méterről augusztus 8-ára 152,88 méterre emelkedett a víz szintje. A tározóban 4,27 köbkilométernyi vizet fogtak fel, ezzel a folyó vízhozamát másodpercenként 15 000 köbméterrel csökkentették a gát alatti szakaszon.
A víztározóban összegyűjtött vizet a decembertől márciusig tartó száraz hónapokban engedik le. Ezzel a módszerrel növelhető az alsó szakaszon szállított víz mennyisége, így biztosított a mezőgazdaság és az ipar vízigényének a kielégítése, egyben javulnak a hajózás feltételei is. A vízszint a gát feletti szakaszon 175 m-ről 145 m-re esik, és a tározó ismét készen áll az esős évszakra. Az egyenletesebb vízellátás segíti a gát alatti szakaszon épített Kocsoupa-erőmű működését is. 2003-ban történt feltöltése óta a gát 11 köbkilométernyi extra vízmennyiséget biztosított a száraz évszakban a folyón lejjebb fekvő mezőgazdasági területek és városok számára.

A 2010 júliusában történt áradások során a folyó vízhozama elérte a 70 000 m³/s értéket, ami meghaladta az 1998-ban mért csúcsértéket. A víztározó szintje 24 óra alatt csaknem 3 méterrel emelkedett, ám a kifolyó víz mennyiségét 40 000 m³/s-ra korlátozták, jelentősen csökkentve ezáltal az áradás hatását a folyó középső és alsó szakaszán.

## Hajózás

### Zsilipek

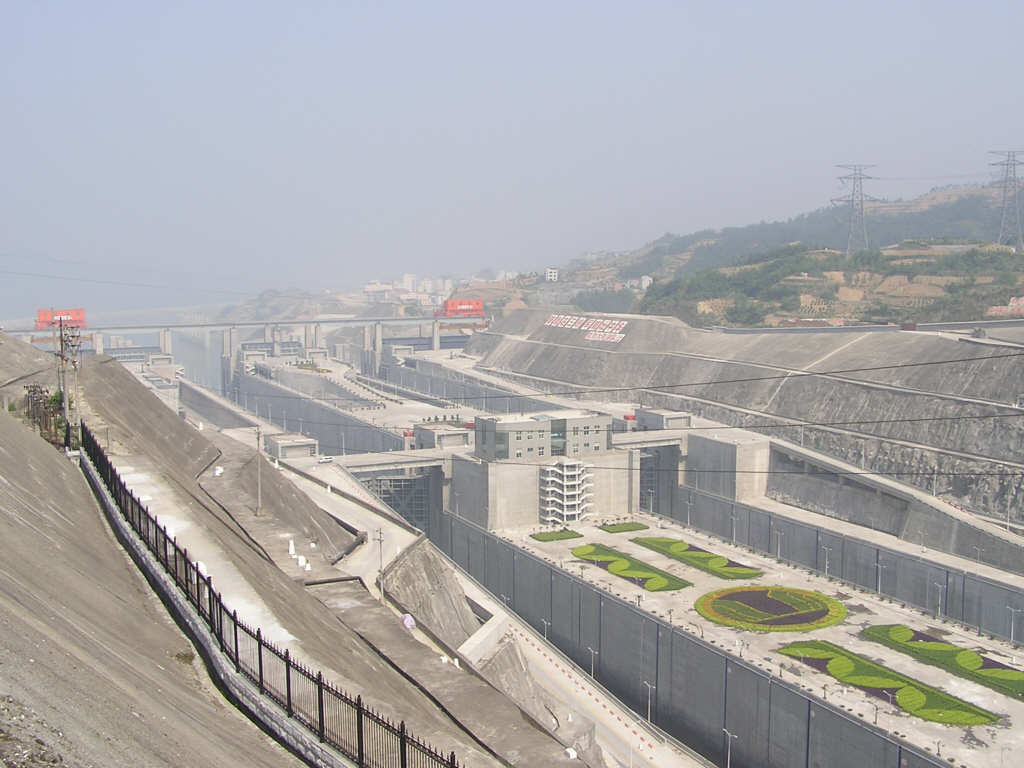
A hajózó zsilipek 2004 májusában

A hajózó zsilipek üzembe állításától azt várják, hogy az éves áruszállítás mennyisége 10 millióról 100 millió tonnára növekszik, a szállítási költségek pedig 30–37%-kal csökkennek. A hajózás biztonságosabbá válik, mivel a szurdokok hírhedten veszélyesek a hajózásra. Mélyebb merülésű hajók szállíthatják az árut a Sanghajtól 2400 km-re, a Szecsuáni-medencében fekvő Csungking (Chongqing) városáig. A várakozások szerint a Csungking (Chongqing)ba szállított áru mennyisége ötszörösére fog növekedni.
A gát mellett két hajózó zsilip épült. Mindegyikük öt lépcsőből áll, az átzsilipelési idő körülbelül négy órát vesz igénybe. A zsilipet igénybe vevő hajók maximális tömege 10 000 tonna. A zsilipek hosszúsága 280 m, szélessége 35 m, mélysége 5 m. A zsilipek 30 m-rel hosszabbak, mint a Szent Lőrinc-víziúton építetteké, de mélységük csak fele annyi. A gát megépítése előtt a Három-szurdok maximális kapacitása évi 18 millió tonna áru volt. 2004-től 2007-ig összesen 198 millió tonna áru haladt át a zsilipeken. A folyó áruszállító kapacitása hatszorosára nőtt, a szállítás költségei 25%-kal csökkentek. A zsilipek teljes kapacitása várhatóan eléri az évi 100 millió tonnát.
A zsilipek lépcsős kivitelűek, a belső zsilipkapuk egyben alsó és felső kapuként is működnek. A kapuk a sérülékenyebb forgópántos kivitelűek, melyek sérülése esetén az egész zsilipsor kieshet ideiglenesen az üzemből. Mivel külön zsilipsor szolgálja ki a felfelé és a lefelé haladó hajókat, az elrendezés vízhatékonyabb, mint a kétirányú lépcsős zsilipek.

### Hajólift
A zsilipek mellett hajólift építésén is dolgoznak. A hajólift 3000 tonnás hajók átemelésére lesz képes, bár az eredeti tervekben még 11 500 tonnás hajók szerepeltek. Az emelési magasság 113 méter lesz, a hajólift befoglaló mérete 120×18×3,5 méter. A hajóliften 30–40 perc lesz az áthaladási idő, szemben a zsilipek 3–4 órás idejével. A helyzetet bonyolítja, hogy az alsó és felső vízszintek jelentős mértékben változhatnak. A hajóliftnek akkor is üzemképesnek kell lennie, ha a gát alatti vízszint 12 m-t, a gát feletti pedig 30 m-t változik.
A projekt többi részének hivatalos átadására, 2006. május 20-ra a hajólift még nem készült el teljesen. Megépítése 2007 októberében kezdődött, és várhatóan 2014-ben fejezik be.

## A lakosság kitelepítése
2008 júniusáig 1,24 millió lakost telepítettek ki az érintett területekről, ami Hupej tartomány 60,3 milliós és Csungking (Chongqing) 31,44 milliós lakosságának 1,5%-a. Körülbelül 140 000 embert más tartományokba telepítettek át.
Az áttelepítésekkel 2008. július 22-ére végeztek. Egyes 2007-es jelentések szerint Csungking (Chongqing) városa 2020-ig további négy millió embernek a városba költözését támogatja. A városi illetékesek szerint viszont a költözés inkább az urbanizáció hatására megy végbe, mint a gáttól való fenyegetettség miatt.
Állítólag Gaojang (Gaoyang) környékén 13 000 gazda áttelepítésére a helyi önkormányzathoz küldött pénz eltűnt, a gazdák kompenzáció nélkül maradtak.

## A gát további hatásai

### Kultúra és táj
A 600 kilométer hosszúságú víztározó mintegy 1300 régészeti lelőhelyet árasztott el és megváltoztatta a Három-szurdok tájképét, mivel a vízszint több mint 90 métert emelkedett. A feltárt kulturális és történeti emlékeket a víz által el nem érhető magasságba telepítették át, de a víz elárasztotta az addig fel nem tárt műemlékeket. Egyes műemlékeket elhelyezkedésük vagy méretük miatt nem tudtak elszállítani. Ilyen emlékek voltak például a Sennung (Shennong)-szurdok függő koporsói.

### Nemzetbiztonság
Egy jelentés szerint a Kína elleni csapások tajvani támogatói azt remélik, hogy már maga az a tény, hogy hitelt érdemlően fenyegetik Kína városi lakosságát illetve kiemelkedő célpontjait, mint például a Három-szurdok-gátat, megfontolásra készteti a kínai haderőt a Tajvan elleni fellépésről.
Az a gondolat, hogy Tajvan a gát tönkretételét fontolgatja, dühödt reakciót váltott ki a Kínai Népköztársaság sajtójából. A fiatal kínai kommunisták szövetségének lapja idézte Liu Jüan (Liu Yuan)t, a Kínai Népi Felszabadító Hadsereg tábornokát, aki azt nyilatkozta, hogy a Kínai Népköztársaság komolyan résen fog állni „a Tajvan függetlenségéért harcoló terroristák” fenyegetéseivel szemben.

### Szerkezeti egység
Néhány nappal a tározó első feltöltése után mintegy nyolcvan hajszálrepedést fedeztek fel a gát szerkezeti elemein. Az átfolyó víz alatti kapujai kavitációnak vannak kitéve, hasonlóan ahhoz, ami súlyosan károsította a Glen Canyon-gát túlfolyóit a Colorado 1983-as áradásai során.

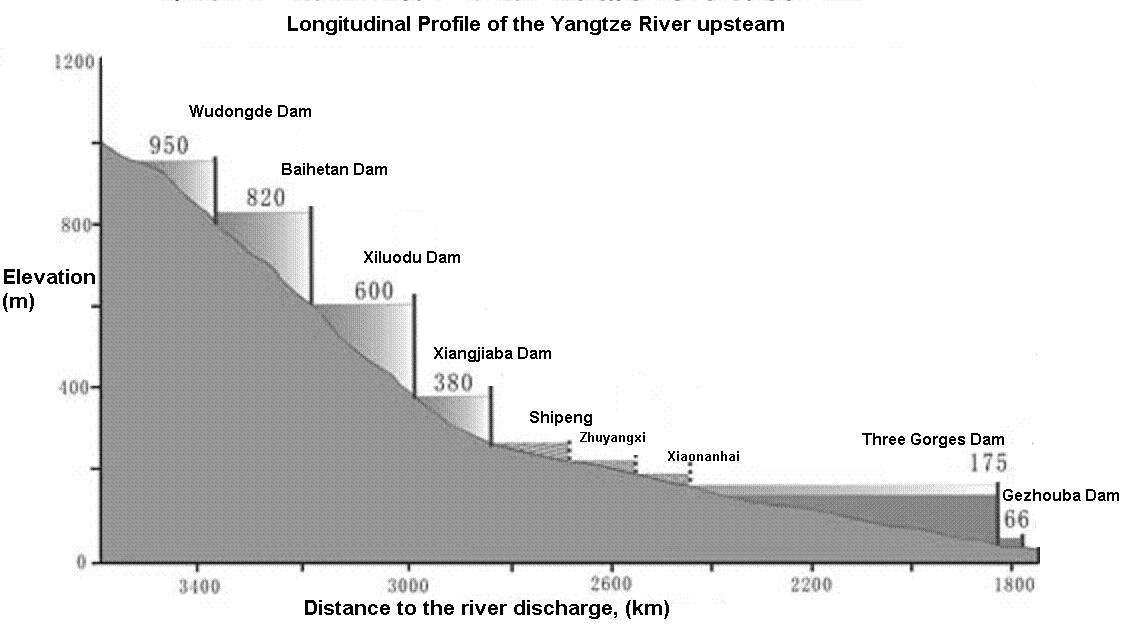
A Jangce felső szakaszának hosszanti profilja

A projekt irányítói szerint a gát mind a 163 000 betoneleme átment a minőségi ellenőrzésen, és a deformáció a tervezéskor megállapított határokon belül maradt. Egy szakértőkből álló csoport a projekt egészét jó minőségűre értékelte.

## Gátak a folyó felső szakaszán
A Három-szurdok-gát kihasználtságának maximalizálása, valamint a Jangce felső szakaszán betorkolló Jinsa-folyó által hordott üledék csökkentése céljából Jinsa alatt további gátak megépítését tervezik. A tervezett négy gát teljes kapacitása 38 500 MW, ami csaknem duplája a Három-szurdok-gát kapacitásának. Xiluodunál és Xiangjiabánál már épül a gát, a baihetani előkészület alatt áll, míg a Wudongdénél épülő a kormány jóváhagyására vár.

## Fordítás
- Ez a szócikk részben vagy egészben  a   Three Gorges Dam című angol Wikipédia-szócikk ezen változatának fordításán alapul.  Az eredeti cikk szerkesztőit annak laptörténete sorolja fel. Ez a jelzés csupán a megfogalmazás eredetét és a szerzői jogokat jelzi, nem szolgál a cikkben szereplő információk forrásmegjelöléseként.